# سلسلة خدمات الشباب والأسرة
سلسلة خدمات الشباب والأسرة قدّمت مأوى وخدمات داعمة للشباب الموجودين في خطر والمشرّدين منذ عام 1970. المنظّمة تقع في برلينغتون، فيرمونت وتخدم الشباب الّذين تتراوح أعمارهم بين 14-21.

## التاريخ
في عام 1970 وزارة عمل بورلينغتون العالمية أسّست SHAC, الّذي ساند عمل المأوى وأصبح لاحقاً يعرف باسم سلسلة خدمات الشباب والأسرة. عضو مجلس الشيوخ في الوقت الحاضر باتريك ليهي ,ثم وكيل ولاية فيرمونت، كان واحد من الأعضاء الأوائل للجنة السلسلة.

## البرامج
من الأهميّة الأساسية هي محطة السلسلة الواحدة (SOS).إنّه يقع في مدينة بيرلنجتون ومنازل جميع خدمات السلسلة هي تحت سقف واحد.SOS مفتوحة سبعة أيّام في الاسبوع. يزوّد الموظّفون الزبائن المؤهّلين بالحاجات الأساسية من غذاء، لباس, ومأوى.
خدمات أخرى تتضمّن التدريب على المهارات المهنيّة والتوظيف، التعليم, التدريب على المهارات الحياتيّة، استشارات الصحة العقلية وتعاطي المخدرات، التوجيه, برامج تدخّل العنف، عدالة الأحداث، والتوعية في الشّوارع .
البرامج السكنية للمؤسسة تزوّد الشباب المشردين والموجودين في خطر بالمأوى الطارئ وترتيبات المعيشة الانتقاليّة .هناك ما مجموعه 28 سرير في ثلاثة ملاجئ للشباب المشردين. الموقع الرابع مضاعف لكونه مأوى طارئ لكنّه مصمّم كمركز انخفاض الّذي يقدّم خدمات للشباب بأعمار 14-21, بما في ذلك التعليم، التوظيف, استشارات الصحة العقلية وتعاطي المخدرات. من ناحية الحاجات الأساسية، مركز الانخفاض يعتبر مكان آمن للشباب لتناول وجبة طعام، استخدام الهاتف، القيام بالغسيل، الحصول على ملابس، أو الاستحمام . في عام 2009,السلسلة خدمت 3000 شابّاً .

## جوائز
في عام 2009, الشبكة الوطنية للشباب سمّت المجموعة «وكالة السنة». وفي عام 2010, برنامج السلسلة الاستشاري منح جائزة الابتكار في خدمات تعاطي المخدرات (iAward) الّتي ترعاها الجمعيّات الرسمية لخدمات الإدمان (SAAS) وNIATx. السلسلة تمّ اختيارها لهذه الجائزة الوطنيّة لإحالتها السريعة وبرنامج تقييمها، الّذي يقلل أوقات الانتظار لخدمات العيادات الخارجية، مثل العلاج من تعاطي المخدرات والكحول.

## الحواشي
1. 1 2 3   [وصلة مكسورة] نسخة محفوظة 12 مارس 2012 على موقع واي باك مشين.
2. ↑   استرجع 3شباط,2009 [وصلة مكسورة] نسخة محفوظة 13 ديسمبر 2013 على موقع واي باك مشين.
3. 1 2  "سميت السلسلة وكالة السنة" بيرلينجتون الصحافة الحرة 3شباط,2009.